# ビュリダンのロバ
ビュリダンのロバ（英: Buridan's ass）とは、おなかを空かせたロバが左右2方向に道が分かれた辻に立っており、双方の道の先には、完全に同じ距離、同じ量の干草が置かれていた場合に、ロバはどちらの道も進まずに餓死してしまう、という意思決定論を論ずる場合に引き合いに出される譬え話。一説では、スコラ学派であるフランスの哲学者ジャン・ビュリダンが主張する理性・理論に対して、理性・理論を強調し過ぎると餓死してしまうから自由意志が必要であることを主張するためのたとえ話とされるが、出典が定かではない。

## 解説
この場合、ロバには、
1. 右の道を進み干草を食べる
2. 左の道を進み干草を食べる
3. 立ち止まったままで餓死する

の3つの選択肢が考えられる。3つ目の選択肢は他者に比べて明らかに痛みが大きいはずであるが、最初の2つにはいわゆる「選択の壁」があり、その壁が餓死という痛みよりも大きかったため、ロバは3つ目を選んだと想定される。その意味で本件はこの「選択の壁」がいかに大きいか（時に「餓死」よりも大きい）を論ずるためのたとえ話であると想定される。「選択の壁」の正体としてはいろいろ考えられる所であるが、例えば以下の2つが挙げられる。
1. 選択を誤ったという痛み
動物（時に人間。以下「人間」と記述）は、選択を行った場合、かなりの確率で「別の道が良かったのではないか」という、後悔・不安の念に駆られ、時にそれは大きな「痛み」となる。本件の場合、優劣を判定する因子が全くなかったのであるから、どちらかを選択した場合、このような痛みが生じる可能性が高いことが想定される。
2. 選択する因子の不在
例えば、システムの場合、
  - Aの場合⇒甲
  - Bの場合⇒乙
  - それ以外の場合⇒甲

等と、必ず”それ以外の場合”を設けるが、人間の場合、生物学的にそれが欠如していたり弱かったりする場合が多い。「いかなる場合でも、必ず選択の因子を探し出して選択せよ」という生きるための本能かもしれない。本件の場合、選択の因子を見つけられず、デッドロック状態に陥った、と想定される。この因子は何でも良い。例えば、えさ台の色が右の方が好き、とか、一般に「左」よりも「右」の方が好き、とかでも構わないが、それらが一切ない場合に起こりうるケースである。

これらの壁を克服するために人間が編み出した方策としては、棒倒しや鉛筆ころがし等がある。「棒がこちらに倒れたから」とか「神のお告げがあったから」などにより、1の痛みを和らげ、2の因子を作り出し、いわゆる「餓死」を避けるための方策であるが、ロバにはこの様な方策を編み出す能力がないため、というたとえ話になっている、と想定される。
また、3つ目の選択肢には、最初の2つの選択肢と異なる点として「不作為」であることも特徴である。もし、仮に、3つ目の選択肢にも大きな壁があれば、ロバは最初の2つの選択肢のどちらかを選択する事もあっただろうが、「不作為」には大きな壁はなく選択しやすい、という特徴がある。
ただし、本件はあくまで「不作為」が餓死という大きな痛みを伴う場合のたとえ話であり、場合によっては、結果的に「不作為」が一番痛みの少ない場合も存在するので、注意が必要である。